# 浜田正信
浜田 正信（濱田、はまだ まさのぶ、1903年（明治36年）6月18日 - 1969年（昭和44年）5月22日）は、昭和期の実業家、政治家。衆議院議員。

## 経歴
高知県吾川郡伊野町（現いの町）で浜田惣次、春尾の二男として生まれる。高知県立第一中学校（現高知県立高知追手前高等学校）、高知高等学校を経て、1931年（昭和6年）京都帝国大学法学部を卒業した。
京都市役所で勤務した後、淀川製鋼所に転じた。東京支社長、取締役支配人、専務取締役などを歴任。1957年（昭和32年）宇田耕一の死去に伴い取締役社長に就任した。その他、白洋産業取締役社長、白洋汽船取締役、南海興業取締役、高知県造船取締役会長、日本鉄鋼連盟理事、日本経営者団体連盟理事、国連協会関西本部理事などを務めた。
1958年（昭和33年）5月、第28回衆議院議員総選挙で高知県全県区から自由民主党公認で出馬して当選。第29回総選挙で再選された。1963年（昭和38年）11月、第30回総選挙には出馬せず、衆議院議員を連続2期務めた。この間、自由民主党同和対策特別委員会副委員長、同幹事を務めた。